# 535 до н. е.

## Події
- за повідомленням арабського географа Масуді, у дельті Нілу стався землетрус, суша опустилася на дно моря і хвилі ринули на Єгипет, зруйнувавши безліч міст і селищ та утворивши солоні озера[1].

## Померли
- римський цар Сервій Туллій.